# Euploea confusa
Euploea confusa är en fjärilsart som beskrevs av Butler 1866. Euploea confusa ingår i släktet Euploea och familjen praktfjärilar. Inga underarter finns listade i Catalogue of Life.